# Prohibido en otoño
Prohibido en otoño es una obra de teatro en tres actos, escrita por Edgar Neville y estrenada en 1957.

## Argumento
Recreación de la historia de Pigmalión, adaptada a la idiosincrasia española, la obra se centra en la labor de instrucción que ejerce un hombre maduro, dedicado al mecenazgo artístico, Antonio, sobre una jovencita del pueblo, La Codos, a cuyos encantos acaba sucumbiendo. Finalmente, ella se enamora de un hombre de su edad y Antonio la deja partir.

## Representaciones destacadas
- Teatro Lara, de Madrid, el 4 de noviembre de 1957. Estreno.
  - Dirección: Conrado Blanco.
  - Intérpretes: Antonio Vico Camarero, Conchita Montes, Asunción Montijano, María Francés, María Luisa Moneró, José Suárez, Arturo Fernández.
- Televisión española, en Estudio 1, el 7 de abril de 1970.
  - Adaptación, dirección y realización: Cayetano Luca de Tena.
  - Intérpretes: Lola Herrera, Miguel Ángel, Queta Claver, Álvaro de Luna, Joaquín Pamplona, Mary González, María Luisa Arias.
- Televisión española, en Primera función, el 8 de septiembre de 1989.
  - Intérpretes: Antonio Medina, Natalia Dicenta, María Rus, Carmen Rossi, Margarita Calahorra, Alberto Fernández, Antonio Carrasco.